# Milan Asić
Milan Asić (23. kolovoza 1917. – 19. rujna 1986.) je bio hrvatski skladatelj, glazbenik i dirigent.
U Suboticu se doselio iz Zagreba. 

Od 1945. do odlaska u mirovinu, bio je čelnim čovjekom glazbenog odjela subotičkog HNK (koje je kasnije preimenovano u "Narodno pozorište"), potom je bio u Opernom ansamblu i na koncu šef-ravnatelj Subotičke filharmonije. 

Sa suprugom, solo sopranisticom Jelkom Asić, činio je istaknuti dvojac subotičke opere.
Skladao je ozbiljnu glazbu, pisao je i uglazbljivao komade za kazalište (koračnice, tanga, valcere, pjesme), zabavne melodije te zborne i solo pjesme koje su imale nadahnuće u vojvođanskoj tematici, uskrsne motete i napjeve.
Umro je 1986.
2005. se pojavljuju inicijative za davanje imena jednoj ulici u Subotici po ovom skladatelju.

## Poznatija djela
- Blagoslovljena ova zemlja moja'"[1]